# Choeroparnops tuberculatus
Choeroparnops tuberculatus är en insektsart som först beskrevs av Walker, F. 1870.  Choeroparnops tuberculatus ingår i släktet Choeroparnops och familjen vårtbitare. Inga underarter finns listade i Catalogue of Life.